# Sklodowskite
La sklodowskite (nota anche come chinkolobvite - simbolo IMA: Sds) è un minerale raro appartenente alla classe dei "silicati e germanati" con la composizione chimica Mg[UO2|SiO3OH]2 • 6H2O e quindi, chimicamente parlando, è un silicato di magnesio-uranile contenente acqua con ioni idrossido aggiuntivi. Strutturalmente, la sklodowskite appartiene ai nesosilicati.

## Etimologia e storia
La sklodowskite fu descritta per la prima volta nel 1924 da Alfred Schoep su un campione di minerale proveniente dalla miniera di Shinkolobwe, una miniera di uranio e cobalto nella provincia dell'Alto Katanga della Repubblica Democratica del Congo.
Schoep chiamò il minerale in onore di Marie Curie, che continuò a usare il suo cognome da nubile Skłodowska nel suo nome dopo il suo matrimonio con Pierre Curie. Tuttavia, la lettera polacca "ł" è stata trascritta con la lettera latina "l". Poco tempo dopo, Schoep pubblicò un altro studio sul minerale appena scoperto e descrisse le sue somiglianze con l'uranotile (uranofane). La sua analisi ha mostrato che la sklodowskite può essere considerata come "uranofane di magnesio" e l'uranofane come "sklodowskite di calcio". Tuttavia, le diverse modificazioni cristalline dell'uranofane conosciute oggi fanno sembrare questa affermazione giustificata solo per quanto riguarda la chimica.
Non è noto un luogo di stoccaggio per il campione tipo della sklodowskite.

## Classificazione
Nell'obsoleta ottava edizione della sistematica minerale di Strunz, la sklodowskite apparteneva alla classe minerale dei "silicati e germanati" e lì alla sottoclasse dei "neso-subsilicati" (famiglia dei silicati uranilici), dove insieme a boltwoodite, cuprosklodowskite, a kasolite, a uranofane e a uranofane-β al "gruppo dell'uranofane (β-uranofane)" con il sistema nº VIII/A'.14.
Nella Sistematica dei lapis (Lapis-Systematik) di Stefan Weiß, che si basa ancora su questa vecchia forma di sistematica di Strunz per rispetto verso i collezionisti privati e le collezioni istituzionali, al minerale è stato assegnato il sistema e il minerale nº VIII/B.34-010. In questa Sistematica ciò corrisponde alla divisione "Nesosilicati con anioni non tetraedrici", nella quale sono ordinati i gruppi VIII/B.34-38 i nesosilicati uranilici con [UO2]2+ - [SiO4]4- e simili. La sklodowskite forma qui a partire dal 2018 un gruppo indipendente ma senza nome insieme a boltwoodite, cuprosklodowskite, kasolite, natroboltwoodite, oursinite, uranofane e uranofane-β.
La nona edizione della sistematica minerale di Strunz, che è stata aggiornata l'ultima volta dall'Associazione Mineralogica Internazionale (IMA) nel 2009, classifica anche la sklodowskite nella categoria "9.A Nesosilicati". Tuttavia, questa è ulteriormente suddivisa in base all'eventuale presenza di anioni aggiuntivi e alla coordinazione dei cationi coinvolti o dei complessi anionici predominanti nel composto, in modo che il minerale possa essere trovato in base alla sua composizione nella suddivisione "9.AK Neso- e polisilicati di uranile", dove insieme a cuprosklodowskite e oursinite forma il sistema nº 9.AK.10.
La sistematica dei minerali Dana, che viene utilizzata principalmente nel mondo anglosassone, classifica la sklodowskite nella classe dei "silicati e germanati" e lì nella sottoclasse dei "nesosilicati: gruppi SiO4 e altri anioni di cationi complessi". La si trova insieme a boltwoodite, kasolite, natroboltwoodite, oursinite, cuprosklodowskite, swamboite, uranofane e uranofane-β nel "Gruppo Uranofane" con il sistema nº 53.03.01 all'interno della suddivisione "Nesosilicati: gruppi SiO4 e altri anioni di cationi complessi con (UO2)".

## Abito cristallino
La sklodowskite cristallizza nel sistema monoclino nel gruppo spaziale C2/m (gruppo nº 12) con i parametri reticolari a = 17,382 Å, b = 7,047 Å, c = 6,610 Å con α = 90,00°, β = 105,90° e γ = 90,00°, oltre a due unità di formula per cella unitaria.
La struttura cristallina della sklodowskite mostra strati di silicato di uranile che sono legati insieme da ioni di magnesio. Lo ione Mg2+ coordina due tetraedri opposti di SiO4 (∠(Si-O-Mg) = 146,18°, ∠(O-Mg-O) = 180°) e forma un poliedro di coordinazione ottaedrico coordinando quattro molecole di acqua cristallina. Lo ione uranile ha un ambiente di coordinazione pentagonale-bipiramidale, con i cinque atomi di ossigeno equatoriali provenienti da quattro diversi gruppi di silicati.
Dei quattro atomi di ossigeno silicato, il primo si coordina con l'atomo di magnesio, il secondo si coordina semplicemente per formare un'unità di uranile, e il terzo e il quarto coordinano altre tre unità di uranile in modo tale che un'unità di uranile sia coordinata due volte, cioè una volta dal terzo e una volta dal quarto atomo di ossigeno silicato.

## Proprietà
Il minerale è radioattivo a causa del suo contenuto di uranio fino al 55,4%. Tenendo conto delle proporzioni degli elementi radioattivi nella formula molecolare idealizzata e dei successivi decadimenti della serie di decadimento naturale, viene data un'attività specifica di circa 99,2 kBq/g per il minerale (per confronto: il potassio naturale ha un'attività specifica pari a 0,0312 kBq/g). Il valore citato può variare in modo significativo a seconda del contenuto minerale e della composizione, ed è anche possibile l'arricchimento selettivo o l'arricchimento dei prodotti di decadimento radioattivo che modificano l'attività.

## Origine e giacitura
La sklodowskite si trova nella zona di alterazione dei minerali di uranio primario. Si forma in zone ricche di silicati dopo la formazione di minerali di ossido e idrossido, ma prima della cristallizzazione dei fosfati. I minerali associati includono curite, kasolite, metazeunerite, nováčekite, soddyite, uranofane, uranofane-β, torbernite e, molto raramente, gauthierite.
Essendo una formazione minerale rara, la sklodowskite è stata rilevata solo in pochi luoghi, anche se finora sono stati documentati circa 60 siti in tutto il mondo. Oltre alla sua località tipo, la miniera di Shinkolobwe, la sklodowskite è stata trovata anche nella Repubblica Democratica del Congo a Swambo Hill e nella miniera di Luiswishi nella provincia dell'Alto Katanga (dove è associato a pechblenda, becquerelite, curite), così come nel deposito di uranio-rame di Kalongwe a circa 60 km a sud-ovest di Kolwezi (dove si trova associata a cuprosklodowskite), nella miniera a cielo aperto di Kamoto East, nella miniera di Kasompi e nella miniera di Musonoi nella provincia di Lualaba.
In Germania, il minerale è stato finora trovato nella miniera di Clara vicino a Oberwolfach e nella miniera di Krunkelbach vicino a Menzenschwand nel Baden-Württemberg, nella miniera di Christa vicino a Großschloppen, nella miniera di Johannesschacht vicino a Wölsendorf in Baviera, nel giacimento di uranio di Bühlskopf vicino a Ellweiler in Renania-Palatinato, nella miniera di Urano vicino a Kleinrückerswalde e vicino a Tirpersdorf nel circondario del Vogtland in Sassonia e sul cumulo di scorie di Lichtenberg vicino a Ronneburg in Turingia.
L'unico sito finora noto in Svizzera è una prospezione di uranio nei pressi di Salvan, nel Canton Vallese.
Altri siti in Europa includono Příbram nella Boemia centrale, Jáchymov nel distretto di Karlovy Vary e Rýžoviště nella regione di Liberec nella Repubblica Ceca, i comuni di Pontivy in Bretagna e Lodève nella regione d'Occitania in Francia; le miniere di Paliokamariza nel distretto minerario di Laurio nella regione greca dell'Attica, Kowary (Schmiedeberg nei Monti dei Giganti) nella regione polacca della Bassa Slesia, Crucea (Distretto di Suceava, Romania) e la miniera di ferro di Descuido vicino a Barranco Hondo nel comune autonomo spagnolo dell'Andalusia.
In tutto il mondo, il minerale si trovava ancora in Canada, Egitto, Australia, Brasile, Iran, Giappone, Messico, Nuova Zelanda, Tagikistan, Repubblica Ceca e Stati Uniti d'America.
La sklodowskite di solito sviluppa cristalli aghiformi fino a circa quattro millimetri di dimensione, allungati lungo l'asse {\displaystyle b} [010], ma si presenta anche sotto forma di aggregati minerali paralleli a radiali, nonché croste vellutate e luccicanti setose o forme simili alla terra. I cristalli da trasparenti a traslucidi sono di colore da giallo chiaro a giallo-verdastro e mostrano sulle superfici una lucentezza simile a quella del vetro o del diamante.

## Forma in cui si presenta in natura
La sklodowskite è isomorfa con l'uranofane, si presenta in cristalli generalmente aciculari, in rosette e in croste mammillari, in aggregati fibroso raggiati o in masse terrose.
Inoltre è frequentemente ricoperta da patine di wad cobaltifero.